# Jaime Pumarejo
Jaime Alberto Pumarejo Heins (Barranquilla, 21 de noviembre de 1980) es un administrador de sistemas de información y político colombiano. Fue alcalde de Barranquilla en el periodo 2020-2023.

## Biografía
Nacido en Barranquilla el 21 de noviembre de 1980, de ascendencia alemana, es hijo de Ingeborg Heins y de Jaime Pumarejo Certain (fallecido), empresario, concejal y primer alcalde de la ciudad elegido por voto popular en 1988, de quien heredó la vocación por el servicio público. Su abuelo, Alberto Mario Pumarejo Vengoechea, fue diputado, concejal, alcalde de Barranquilla, representante a la Cámara, senador por el Atlántico y Magdalena, ministro plenipotenciario, designado presidencial y Director de la Policía colombiana. De ellos habría heredado su interés por la política y el servicio público. Estuvo casado entre 2013 y 2021 con la periodista y actual Gerente de Desarrollo Social de la Gobernación de Bolívar Silvana Puello Visbal.

### Formación académica
Pumarejo es bachiller del colegio Karl C. Parrish de Barranquilla (1999), administrador de Sistemas de Información de la Universidad de Purdue, en Indiana, Estados Unidos (2003) y magíster en Administración de Empresas con énfasis en finanzas, del Instituto de Empresas de Madrid, España.

## Trayectoria política
Fue seleccionado por la multinacional Ingersoll Rand para ser parte de su programa de Desarrollo de Liderazgo de Jóvenes Ejecutivos (Leadership Development Program), donde se desempeñó en cargos en Estados Unidos y Singapur.
Tras su formación ejecutiva en el exterior decide regresar a trabajar por su ciudad. En el 2007 fue convocado para acompañar a Alejandro Char en su primer periodo en la Alcaldía de Barranquilla (2008-2011), iniciando como Consejero para la Competitividad y Concesiones.
Posteriormente, fue Secretario de Movilidad en las administraciones de Alejandro Char y Elsa Noguera (2012-2015). Sacó adelante proyectos como el corredor portuario y lideró procesos de regulación del mototaxismo.
Fue nombrado gerente del Centro de Eventos y Exposiciones del Caribe - Puerta de Oro, donde estructuró y realizó algunos de los más importantes proyectos de la Costa Caribe. También se desempeñó como Gerente de Desarrollo de Ciudad, cargo en el que priorizó temas estratégicos para el crecimiento y desarrollo de Barranquilla, como planeación, vivienda, infraestructura, movilidad y transporte, espacio público y desarrollo urbano. 
Lideró y coordinó proyectos emblemáticos como el Gran Malecón, el programa Todos al Parque, el plan de arborización Siembra Barranquilla, la infraestructura de los Juegos Centroamericanos y del Caribe 2018, la recuperación del centro, la canalización de los arroyos, y la titulación y construcción de viviendas.
El 10 de agosto de 2017 se posesionó como Ministro de Vivienda del gobierno del presidente Juan Manuel Santos, y aunque solo estuvo dos meses en el cargo debido a la salida de su partido de la coalición de gobierno, durante este período “se comprometió de manera decidida con la política de vivienda, que es una de las políticas más exitosas del Gobierno” y, entre otros logros, “amplió el tope máximo del valor de la vivienda..” y “puso en marcha los esquemas de aprovechamiento de residuos sólidos dignificando la labor de los recicladores”.
Tras esta experiencia, en 2018, fue invitado por la Cancillería Británica a ser parte del International Leaders Programme, junto con líderes de todo el mundo para conectar y generar impacto en los intereses globales del Reino Unido en sectores como economía e innovación.

### Campaña y elección como alcalde
El 16 de julio de 2019 inscribió su candidatura a la Alcaldía de Barranquilla, en representación del Partido Cambio Radical. El 22 de julio de ese año presentó a los medios de comunicación su plan de gobierno, que proponía “seguir liderando la transformación de la ciudad a través de tres ejes fundamentales: “una ciudad equitativa, desarrollada y conectada para mejorar la calidad de vida de los barranquilleros”, que se irían renovando en la medida en que recorría los barrios y localidades.
El 27 de octubre, cuando el 99,64 % de las mesas en la capital del Atlántico habían sido informadas, alcanzaba 308.221 votos, equivalentes al 62,45% del total, contra 66.055 (13,88%) del candidato del Polo Democrático Antonio Bohórquez Collazos, quien le seguía en votación. Se posesionó en el cargo el 1 de enero de 2020 en el Gran Malecón ante 2.000 personas, que escucharon su compromiso por “convertir a Barranquilla en una biodiverciudad”, trabajar “para que la educación superior deje de ser un privilegio y sea un derecho”, devolver “la playa de Puerto Mocho a los barranquilleros”, recuperar los cuerpos de agua y el centro histórico, entre otros.

## Gestión en la Alcaldía de Barranquilla
Recién posesionado como alcalde asumió la crisis por COVID-19 en Barranquilla. Pumarejo fue criticado por tener un discurso poco empático durante la pandemia al quejarse de la demanda de UCI por parte de los ciudadanos, «Todo el mundo ahora quiere una UCI; están de moda», dijo. También criticó el incumplimiento de las cuarentenas por parte de la población sin tener en cuenta las altas cifras de informalidad y pobreza. Barranquilla tuvo una recuperación económica más lenta coparada con otras ciudades y no tuvo programas de asistencia monetaria a los más pobres a diferencia de Bogotá y Medellín. Su popularidad bajó en este periodo de 79 por ciento a 44 por ciento.
Bajo su liderazgo, la Alcaldía de Barranquilla organizó importantes eventos de carácter internacional para la ciudad, destacándose entre los más importantes la Asamblea de Gobernadores del Banco Interamericano de Desarrollo 2021. (pospuesta desde el 2020 por la pandemia) y el World Law Congress 2021.
Según cifras oficiales, en su administración 72 de cada 100 pesos colombianos del presupuesto se destinaron a salud, vivienda, educación, seguridad alimentaria y atención a grupos vulnerables, entre otros asuntos prioritarios.
Gracias a esta inversión, Barranquilla es la ciudad con menor nivel de pobreza monetaria del Caribe colombiano, con 35,7 %. Mientras que la desigualdad, medida por el coeficiente Gini, se ubica en 0,468, indicador por debajo de Bogotá, Cali y Medellín. Adicionalmente ha permitido maximizar el impacto de programas como Mejoramiento de Vivienda, que ya superan los 2.000, y titulación de vivienda, que se aproximan a las 3.000 titulaciones.
En materia de seguridad enfrentó grandes retos y críticas a pesar del esfuerzo por querer mostrar resultados. La tasa de homicidios aumentó y la extorsión a comerciantes continuó en aumento.
En materia educativa, Pumarejo consiguió que el 100% de las escuelas públicas empezaran a ofrecer educación totalmente bilingüe, con acompañamiento del gobierno británico a través del British Council. Esta medida fue respaldada por el Concejo de Barranquilla para convertirse en política del Distrito por los próximos 8 años.
Adicionalmente, bajo su liderazgo el ITSA, pasó de institución técnica a universitaria y ahora se conoce como Institución Universitaria de Barranquilla (IUB). Este cambio, adicional a una nueva sede ubicada en el antiguo Colegio San Miguel del Rosario y una sede de posgrados localizada en el barrio El Prado, proyecta expandir su cobertura educativa a aproximadamente 10.000 estudiantes en los próximos cinco años.
Una de sus grandes cruzadas ha sido recuperar la participación accionaria de Barranquilla en la empresa de acueducto y alcantarillado, Triple A. Lideró un complejo proceso de recompra a la Sociedad de Activos Especiales (SAE) a través de Kyena, empresa propiedad del Distrito.
Pumarejo puso en marcha Karakalí, primera embarcación de la flota RioBús, que se proyecta como el único sistema de transporte público fluvial en Colombia.
Entregó el ecoparque Ciénaga de Mallorquín para senderismo, aviturismo y deportes acuáticos en la mencionada laguna costera de 650 hectáreas, considerada la más grande del Caribe colombiano. El proyecto ya fue reconocido por el Ministerio de Comercio, Industria y Turismo como Atractivo Turístico Natural, que resalta su importancia e interés estratégico. Así mismo, entregó la recuperación de Puerto Mocho, única playa de Barranquilla, y un tren eléctrico de dos vagones que llevará a los visitantes hasta este lugar.
Es el precursor del plan estratégico ‘BAQ 2100’ con aliados de la talla del Bjarke Ingels Group y la Universidad de Nueva York, entre otras instituciones. Prevé una trascendental renovación urbana, con planeación y restauración de los ecosistemas locales a 100 años.
Durante su alcaldía también hubo críticas al sistema de contratación por la dificultad de trazabilidad del mismo.

### Impacto internacional
Pumarejo ha representado a Colombia y a Barranquilla en importantes comisiones internacionales de sostenibilidad:
- Parte del grupo Champion Mayors (Alcaldes campeones) de la OCDE, siendo uno de los pocos alcaldes latinoamericanos con asiento en este importante colectivo internacional.
- Integrante de la Junta asesora de la ‘Década de las Naciones Unidas para la Restauración de Ecosistemas’.
- Miembro de la Red de Soluciones para el Desarrollo Sostenible (Comisión SDSN, por sus siglas en inglés), fundada y presidida por el respetado economista Jeffrey Sachs.
- Integrante de la Junta Asesora de las Naciones Unidas para la restauración de ecosistemas
- Parte de la Global Commission on Nature-Positive Cities del Foro Económico Mundial (WEF).
- Alcalde fundador de la Red de Biodiverciudades de América Latina, creada en Barranquilla con el Banco de Desarrollo de América Latina (CAF) en 2021, y que actualmente tiene más de 122 ciudades socias.

Adicionalmente, Pumarejo ha sido orador en importantes eventos internacionales sobre sostenibilidad, medio ambiente, transición energética e inclusión. Se destacan: CERAWeek 2022 en Houston, Texas (Estados Unidos), COP 15 sobre Diversidad Biológica en Montreal, Quebec (Canadá), AGU Fall Meeting 2022 en Chicago, Illinois (Estados Unidos), primera Cumbre de Ciudades de las Américas en Denver, Colorado (Estados Unidos),  Cumbre Urbana de la OCDE en Bruselas (Bélgica) y COP 28 en Dubái, Emiratos Árabes Unidos, entre otros eventos.

#### Reconocimientos
Estos son algunos de los reconocimientos y premios que Jaime Pumarejo ha recibido en sus manos:
- Seleccionado por la multinacional británica Ingersoll Rand para ser parte de su programa de Desarrollo de Liderazgo de Jóvenes Ejecutivos (Leadership Development Program), desde el cual desempeñó cargos en Estados Unidos y Singapur.
- Orden de la democracia Simón Bolívar, en grado de Gran Cruz; distinción oficial del orden civil que otorga la Cámara de Representantes a ciudadanos destacados por su servicio a la patria en cualquier campo.[21]
- ‘Prize for Cities’, entregado en febrero de 2023 por el instituto World Resources, al programa 'Todos al Parque' como mejor proyecto de renovación urbana del mundo’.[22]
- Ciudad Faro de la restauración y preservación de ecosistemas, reconocimiento que entregaron las Naciones Unidas, el Banco Mundial y el Foro Económico Mundial en el marco de la COP 28, en Dubái.
- Pumarejo cerró su mandato con el Premio Mejores Gobernantes 2020 – 2023, entregado por Colombia Líder, donde fue reconocido como el mejor alcalde de una ciudad de más de 500.001 habitantes y del país.[23]